# Station Ciechanów Miasto
Station Ciechanów Miasto is een spoorwegstation in de Poolse plaats Ciechanów.